# Григорьевское (Пермский край)
Григорьевское — село в Нытвенском районе Пермского края. Административный центр Григорьевского сельского поселения.

## Расположение
Село Григорьевское находится в пяти километрах от железной дороги станции Григорьевской, на берегу пруда на реке Сюзьва, который по названию села называется Григорьевский.
Территория Григорьевского сельского поселения с ближайшим городом Нытвой и областным центром связаны автомобильной и железной дорогой.
Расстояние по автомобильной дороге от села до районного центра 45 км, а до областного центра 100 км, по железной дороге от станции Григорьевская до станции Пермь II — 75 км.

## История
Первое упоминание о селении относится к 1782 г. — «сельцо Григорьевское при деревне Араповой». После постройки церкви в 1787 г. стало селом. Районный центр Ленинского района (1924—1932 гг.) и Григорьевского района (1952—1956 гг.).

С 1943 по 1944 гг. в селе Григорьевское был военный госпиталь для пленных немцев.

### Основные события
- 1803 г. Построена Единоверческая церковь (позже Свято — Троицкая)
- 1857—1862 гг. основано Григорьевское заводское училище.
- 1909 г. Построено деревянное здание Григорьевской школы.
- 1924 г. Образование Григорьевского сельсовета. Центр — село Григорьевское.
- 1935 г. Основана Григорьевская машинно-тракторная станция.
- 1939 г. В результате пожара с. Григорьевское выгорело почти на половину.
- 1943—1945 гг. В с. Григорьевское дислоцировался военный госпиталь ЭГ 5939 для пленных немцев.
- 1957 г. На территории Григорьевского сельсовета проживает 6 тыс. жителей, из них 2300 колхозников: находится:1 средняя школа, 1 семилетняя, 8 начальных школ, 1 больница, аптека, 2 фельдшерских пункта, дом культуры, 2 клуба, 4 библиотеки, З киноустановки, 7 дошкольных учреждений.
- 1978 г. Вступило в строй типовое здание школы в с. Григорьевское.
- 1984 г. Открылась новая библиотека
- 1988 г. Была открыта школа искусств.
- 1991 г. Начало восстановления Свято-Троицкой церкви.
- 1992 г. Исполком Григорьевского сельского совета реорганизовали в администрацию Григорьевского сельского совета
- 1993 г. Открытие церкви.
- 1994 г. Торжественное открытие Дома творчества.
- 1994 г. Основано сельское потребительское общество.

## Промышленность
В селе функционирует ЗАО «Григорьевское» (в данный момент банкрот).

## Культура и образование
В селе действует Григорьевская средняя школа и православная церковь. Культурно-досуговый центр. Детская школа искусств.

## Достопримечательности
На территории села находится самая древняя в Нытвенском районе стоянка людей, относящаяся к периоду палеолита и датируемая 20-15 тыс. лет до н. э.